# Guillaume Dah Zadi
Pour les articles homonymes, voir Zadi.
Guillaume Dah Zadi est un footballeur ivoirien né le 1er juillet 1978 à Abidjan.

## Carrière
- 1990-1996 : Africa Sports ( Côte d'Ivoire)
- 1997-1998 : Satellite Football Club du Plateau ( Côte d'Ivoire)
- 1998-2001 : Wydad de Casablanca ( Maroc)
- 2002-2004 : Étoile olympique La Goulette Kram ( Tunisie)
- 2005-2007 : FK CSKA Sofia ( Bulgarie)
- 2007-2008 : Changchun Yatai ( Chine)

## Palmarès
- Coupe du trône de football : 2001
- Coupe de Bulgarie de football : 2006